# Kyōtarō Fujimoto

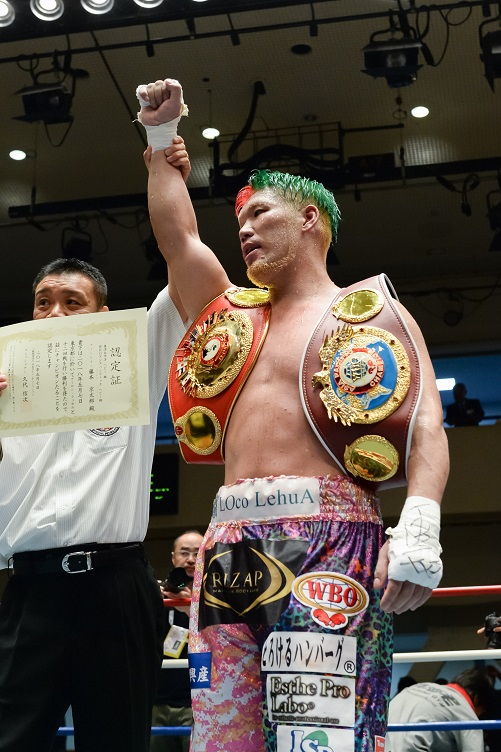
Kyōtarō Fujimoto

Kyōtarō Fujimoto (jap. 藤本 京太郎, Fujimoto Kyōtarō; * 23. Juni 1988 in Osaka, Japan) ist ein ehemaliger Kickboxer und aktueller Profiboxer im Schwergewicht.

## Boxkarriere
Fujimoto gab Ende Dezember 2012 sein Profidebüt als Boxer und bezwang den Australier Michael O’Donnell über sechs Runden einstimmig nach Punkten in Osaka.
Am 25. Juli des Jahres 2013 traf Fujimoto auf Okello Peter; in diesem Gefecht ging es um den vakanten japanischen Titel. Fujimoto gewann diesen Kampf durch technischen Knockout in Runde sechs.